# Tifón Rusa
El tifón Rusa (designación internacional: 0215, designación JTWC: 21W), fue el ciclón tropical más poderoso que golpeó a Corea del Sur en 43 años, así como también el más destructivo y mortífero en golpear en la península de Corea a los finales de agosto de 2002. Fue el vigesimoprimer depresión tropical, el decimoquinto tormenta nombrada y el décimo tifón de la temporada de tifones del Pacífico de 2002. Se desarrolló el 22 de agosto de 2002 a partir de la vaguada del monzón en el noroeste del Océano Pacífico, bien al sureste de Japón. Durante varios días, Rusa se trasladó hacia el noroeste, y finalmente se convirtió en un poderoso tifón. El 26 de agosto, la tormenta atravesó las islas Amami de Japón, donde Rusa dejó a 20.000 personas sin electricidad y causó dos muertes. En todo Japón, el tifón dejó caer lluvias torrenciales que alcanzaron un máximo de 902 mm (35,5 pulgadas) en la prefectura de Tokushima.
Después de debilitarse levemente, Rusa tocó tierra en Goheung en Corea del Sur, con vientos de 140 km/h (85 mph). Pudo mantener gran parte de su intensidad debido al aire caliente y la inestabilidad de un frente frío cercano. Rusa se debilitó mientras se movía por el país, dejando caer fuertes lluvias que alcanzaron un máximo de 897,5 mm (35,33 pulgadas) en Gangneung. Un total de 24 horas de 880 mm (35 pulgadas) en la ciudad rompió el récord de la precipitación diaria más alta del país; sin embargo, las lluvias más intensas se localizaron. Más de 17.000 casas resultaron dañadas y grandes áreas de cultivos se inundaron. En Corea del Sur, Rusa mató al menos a 233 personas, lo que lo convirtió en el tifón más letal allí en más de 43 años, y causó daños por $4.2 mil millones de dólares. El tifón también dejó caer fuertes lluvias en la vecina Corea del Norte, dejando a 26 000 personas sin hogar y matando Tres. Rusa también destruyó grandes áreas de cultivos en el país ya afectado por las condiciones de hambruna en curso. El tifón luego se volvió en un ciclón extratropical sobre el este de Rusia el 1 de septiembre, disipándose tres días después.

## Historia meteorológica
La vaguada del monzón generó una depresión tropical el 22 de agosto de 2002 al norte del atolón Bikini y al suroeste de la isla Wake. Se movió hacia el oeste-noroeste, un movimiento que mantendría durante gran parte de su duración. Temprano el 23 de agosto, se intensificó en la tormenta tropical Rusa, a unos 1.800 km (1.100 millas) al este de Guam. A las 1800 UTC del 25 de agosto, la Agencia Meteorológica de Japón (JMA) convirtió a Rusa en un tifón mientras el sistema se encontraba al noreste de las Islas Marianas del Norte. Al día siguiente, la agencia estimó que el tifón alcanzó vientos máximos de 150 km/h (90 mph). Casi al mismo tiempo, el Centro Conjunto de Advertencia de Tifones (JTWC) estimó vientos máximos de 215 km/h (135 mph).
Mientras estaba en su máxima intensidad, Rusa golpeó la isla japonesa de Amami Ōshima. Después de mantener los vientos máximos durante aproximadamente 12 horas, Rusa se debilitó ligeramente a medida que avanzaba hacia el oeste-noroeste, pero el 28 de agosto la Agencia Meteorológica de Japón (JMA) informó nuevamente que el tifón alcanzó vientos de 150 km/h (90 mph). A pesar de los pronósticos de que se debilitaría, Rusa mantuvo su intensidad mientras pasaba por el sur de Japón, debido a la mínima cizalladura del viento y las cálidas temperaturas de la superficie del mar de hasta 29 °C (84 °F). El tifón volvió a debilitarse ligeramente el 29 de agosto al pasar entre las islas Amami y Japón. A partir de entonces, Rusa se dirigió al norte hacia la península de Corea. Un aire cálido y húmedo atravesó la península antes de la tormenta, lo que evitó un debilitamiento significativo, y un frente frío que se acercaba contribuyó a la inestabilidad atmosférica. Alrededor de las 08:00 UTC del 31 de agosto, Rusa tocó tierra en Goheung en Corea del Sur, con vientos de 140 km/h (85 mph). Según el Centro Conjunto de Advertencia de Tifones (JTWC), Rusa fue el tifón más poderoso que azotó el país desde 1959. El tifón se debilitó rápidamente al cruzar el país y se deterioró hasta convertirse en una depresión tropical a principios del 1 de septiembre. Por esa época, el Centro Conjunto de Advertencia de Tifones (JTWC) emitió su último aviso sobre el sistema. La depresión giró hacia el noreste, y después de moverse a través del Mar de Japón, Rusa se volvió extratropical sobre Krai de Primorie en el extremo Oriente ruso a última hora del 1 de septiembre. Los restos extratropicales continuaron al noreste y se disiparon el 4 de septiembre sobre la península de Kamchatka.

## Preparaciones e impacto
| País            | Fallecidos | Daños totales (en millones $US) |
| --------------- | ---------- | ------------------------------- |
| Japón           | 2          | Desconocido                     |
| Corea del Sur   | 233        | $4.2 mil millones               |
| Corea del Norte | 3          | Desconocido                     |
| Total:          | 238        | $4.2 mil millones               |

Aunque el daño fue mayor en Corea del Sur, el tifón Rusa afectó primero a Japón.

### Japón

El tifón Rusa poco después de su pico de intensidad inicial el 27 de agosto de 2002

La amenaza de la tormenta llevó al gobierno de Okinawa a cancelar un simulacro de desastre para la isla. En la isla, la alta mar de Rusa dejó a dos marines estadounidenses desaparecidos; un informe de noticias posterior incluyó a los dos desaparecidos como muertes relacionadas con la tormenta. En las islas Anami, Rusa destruyó seis casas, lo que obligó a evacuar a 38 personas. La tormenta dejó a 20.000 personas sin electricidad y canceló varios vuelos. Los vientos alcanzaron los 104 km/h (65 mph) en Nomozaki, Nagasaki. Las lluvias cayeron durante siete días en el país, alcanzando un máximo de 902 mm (35,5 pulgadas) en la prefectura de Tokushima. La mayor precipitación cayó en la prefectura de Nara, donde una estación informó 84 mm (3,3 pulgadas) en una hora. Al menos 275 casas se inundaron y 137 casas sufrieron daños. Durante su paso, Rusa hirió a 12 personas, 4 de gravedad.

### República de China
El tifón también produjo lluvias ligeras y alta mar a lo largo de la costa de la República de China.

### Península de Corea

#### Corea del Sur
Antes de que Rusa afectara a Corea del Sur, la Administración Meteorológica de Corea (KMA) emitió advertencias de alta mar el 29 de agosto. Los aeropuertos se cerraron en la parte sur del país y las presas dejaron salir agua para evitar inundaciones excesivas. El tifón Rusa afectó a gran parte de Corea del Sur con fuertes lluvias y vientos fuertes. La isla de Jeju, frente a la costa sur del país, registró 660 mm (26 pulgadas) de lluvia, lo que provocó inundaciones repentinas que inundaron los automóviles. En la isla, los fuertes vientos derribaron árboles y dejaron sin electricidad a 60.000 personas. Todas las escuelas primarias y secundarias de la isla fueron cerradas y los residentes quedaron varados después de que los funcionarios detuvieran el servicio de ferry y avión. En la parte continental de Corea del Sur, los vientos alcanzaron los 180 km/h (110 mph). Se registraron grandes cantidades de lluvia en la provincia de Jeju y a lo largo de la costa sur del país, aunque las lluvias más intensas solo se registraron en una región pequeña. En Gangneung, ubicada en la parte oriental del país, se desarrollaron tormentas eléctricas severas debido a la alta inestabilidad resultante de la interacción del aire húmedo del este con las montañas Taebaek, lo que produjo grandes cantidades de precipitación. La ciudad registró la precipitación total más alta del país con 897,5 mm (35,33 pulgadas), de los cuales 880 mm (35 pulgadas) se observaron en un día. El total representó el 62% de la precipitación anual promedio de Gangneung y se convirtió en la precipitación diaria más alta en la historia del país, superando el récord anterior establecido en 1981 en 300 mm (12 pulgadas). En el interior de Corea del Sur, las tasas de lluvia se consideraron un evento de 1 en 200 años.

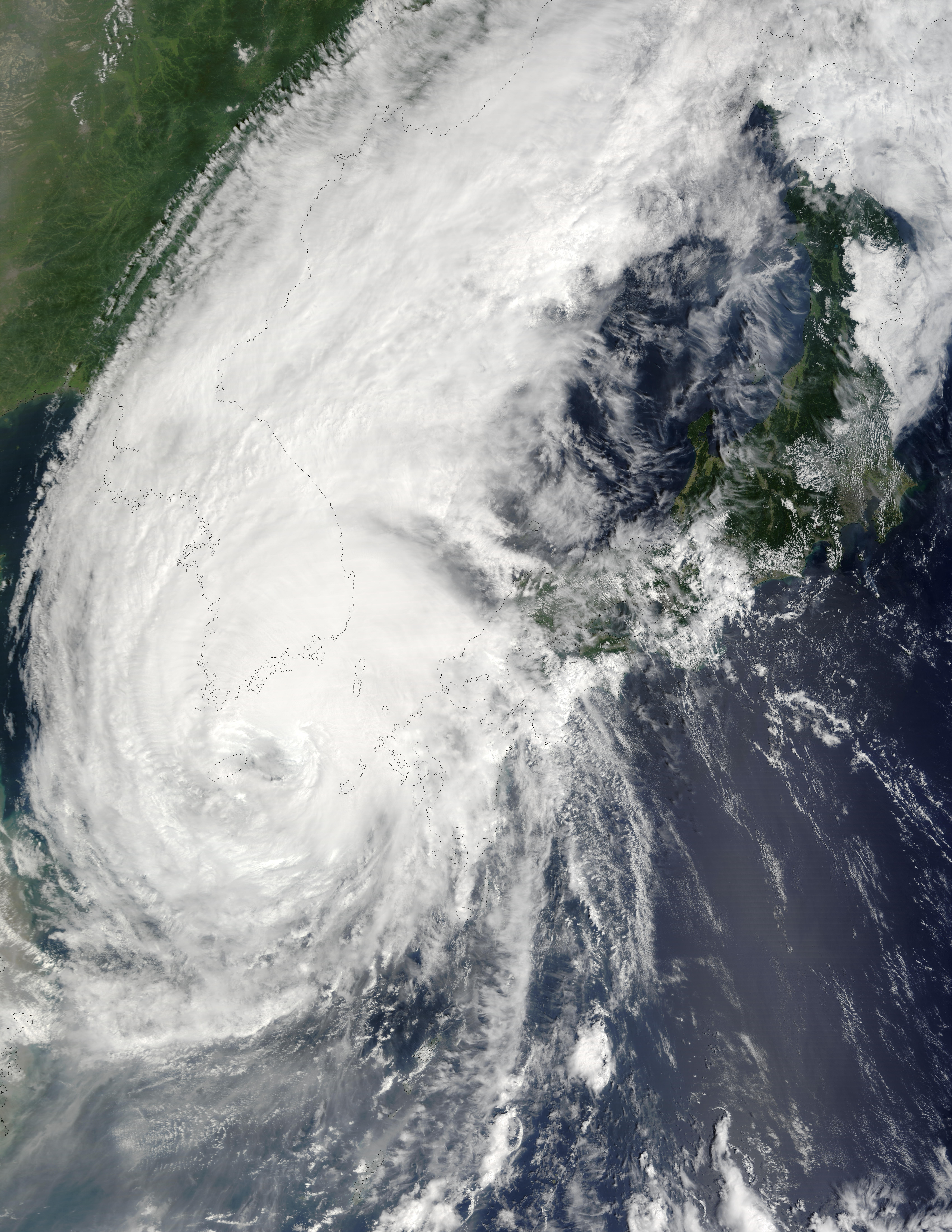
El tifón Rusa se acerca a Corea del Sur el 31 de agosto de 2002

Los daños en Corea del Sur se estimaron en $4,2 mil millones (₩5,15 billones de KRW). Los daños fueron más graves en Gangneung, donde se inundaron unas 36.000 viviendas y 622 edificios militares. En la base aérea de Gangneung, las inundaciones sumergieron a 16 aviones de combate. A lo largo de la costa, los fuertes vientos dañaron 640 barcos y alrededor de 200.000 edificios marinos, y también resultaron dañados 265 edificios industriales. Las fuertes lluvias dejaron deslizamientos de tierra en el país, uno de los cuales cubrió diez automóviles en Gangneung. Las inundaciones y los deslizamientos de tierra interrumpieron la infraestructura del país; la tormenta destruyó 274 puentes y dañó carreteras y rieles en 164 ubicaciones. Rusa mató a 300.000 cabezas de ganado e inundó 85.000 hectáreas (210.000 acres) de campos de cultivo, lo que representa el 6% de las tierras agrícolas del país, afectando principalmente a frutas y hortalizas. La tormenta provocó que el torneo de golf Vana H Cup KBC Augusta terminara antes y un estadio que se utilizaría para los Juegos Asiáticos de 2002 resultó dañado. En todo el país, 88.625 personas se vieron obligadas a evacuar debido al tifón y 17.046 casas resultaron dañadas. Los fuertes vientos dejaron a 1,25 millones de personas después de derribar 24.000 líneas eléctricas. Hubo 213 muertos en el país, y otros 33 estaban desaparecidos y presuntamente muertos; Esto convirtió a Rusa en el tifón más mortífero del país en más de 43 años.

#### Corea del Norte
En la vecina Corea del Norte, Rusa produjo vientos de 72 km / h (45 mph) y lluvias intensas que alcanzaron los 700 mm (28 pulgadas) en las zonas montañosas de la provincia de Kangwon; las precipitaciones totalizaron 530 mm (21 pulgadas) en el condado de Kosong. Las lluvias provocaron inundaciones repentinas y un aumento de la escorrentía superficial. Esto ocurrió aproximadamente un mes después de que lluvias igualmente intensas causaran graves daños en el país. Las lluvias de Rusa dañaron e inundaron miles de casas y muchos edificios públicos y destruyeron 86.000 toneladas de campos de cultivo; este último fue más significativo debido a las condiciones de hambruna en curso en el país. Los daños fueron más graves en la provincia de Kangwon y el tifón afectó a cuatro provincias y una ciudad administrativa. Más de 26 000 personas quedaron sin hogar en el país, aunque la advertencia anticipada permitió las evacuaciones. Rusa interrumpió el transporte al destruir 25 km (16 millas) de carreteras y 24 puentes; sin embargo, la mayor parte del daño se aisló en una pequeña región. Hubo tres muertes en Corea del Norte.

### Rusia

#### Extremo oriente
El tifón también afectó al Extremo Oriente ruso. En la isla de Sakhalin, los remanentes de Rusa cayeron fuertes lluvias, la equivalencia de una precipitación promedio de dos meses. Las lluvias inundaron 350 viviendas, pero no hubo muertos en la región.

## Sucesos

### Península de Corea

#### Corea del Sur
Después de la tormenta, los edificios dañados contaminaron los ríos de Corea del Sur con productos químicos y metales pesados. El país utilizó 30.000 soldados para ayudar a limpiar y reparar los daños causados por la tormenta. El presidente Kim Dae-jung autorizó fondos de emergencia para ayuda por desastre. Gran parte de Gangneung perdió energía y agua; como resultado, se enviaron suministros de socorro a los ciudadanos afectados. Diez días después de que Rusa azotara el país, se restablecieron las líneas eléctricas y el transporte volvió a la normalidad. Después de un llamamiento a otros residentes en el país, el capítulo de la Cruz Roja de Corea del Sur recibió $49 millones en donaciones (58 mil millones de wones), principalmente de la parte noroeste del país. La agencia proporcionó 50,680 comidas a 16,919 familias, así como ropa y suministros de cocina. Los residentes en el país recaudaron alrededor de $60 millones (₩72,1 mil millones de wones) en ayuda por desastre, el total más alto para un desastre en la nación. La Cruz Roja China envió 20.000 dólares a la Cruz Roja de Corea del Sur en las semanas posteriores a la tormenta. El 13 de septiembre, el gobierno de Corea del Sur declaró 203 ciudades y condados como zonas de desastre, lo que dio derecho a 8.714 familias que sufrieron daños por tormentas a recibir préstamos del gobierno. El daño combinado de la tormenta y las inundaciones que precedieron a la tormenta causaron que la economía de la nación se contrajera durante el tercer trimestre de 2002. El año fiscal 2003 registró un déficit de $300 millones para las compañías de seguros distintos de los de vida, principalmente debido a las pérdidas causadas por el tifón. Los daños a las cosechas de Rusa hicieron que el precio del arroz aumentara a sus niveles más altos desde 1980. En el año posterior a la tormenta, el gobierno de Corea del Sur trabajó para reconstruir las carreteras dañadas y proporcionó pagos mensuales de asistencia a las familias que perdieron sus hogares. Sin embargo, muchos residentes permanecieron sin hogar y residían en refugios temporales. El Hábitat para la Humanidad del país construyó 69 casas para las víctimas de la tormenta en 2003, aunque eso fue solo para una pequeña parte del número total de personas afectadas. Aproximadamente un año después del golpe de Rusa, el tifón Maemi también azotó a Corea del Sur con vientos más fuertes, causando daños por valor de 3.740 millones de dólares y 117 muertes. El daño total fue menor que el de Rusa, pero fue más significativo en las áreas industriales.

#### Corea del Norte
En Corea del Norte, la Cruz Roja proporcionó suministros de socorro a los residentes afectados por las inundaciones. El fondo internacional de ayuda en casos de desastre de la agencia proporcionó FR75.000 (2002 CHF (US$ 50.000) Los soldados se utilizaron para ayudar en misiones de búsqueda y rescate y para reparar la infraestructura dañada. Debido a los daños causados por la tormenta, la Cruz Roja de Corea del Norte distribuyó más de 2,1 millones de tabletas purificadoras de agua y más de 11.000 contenedores de agua. La agencia también proporcionó 32,753 mantas y 4,931 unidades de cocina. Después de la tormenta, las personas que quedaron sin hogar por la tormenta buscaron refugio con vecinos o en refugios. Una empresa de productos lácteos de Corea del Sur donó 42.000 latas de fórmula para bebés a Corea del Norte.

### Retiro del nombre
- Debido a los números de cantidades de fallecimientos y daños millonarios causados por el tifón en la península de Corea, el nombre Rusa fue retirado en 2003 por el Comité de tifones de la Organización Meteorológica Mundial (OMM) y nunca será usado de nuevo. Fue sustituido por el nombre Nuri para las temporadas futuras en 2004.[40]